# ミスジチョウ
ミスジチョウ（三筋蝶、三条蝶　Neptis philyra）は、チョウ目タテハチョウ科に属するチョウの一種。

## 概要
ミスジチョウ亜科の御多分に漏れず、このチョウもやはり滑空するように飛ぶ。その印象は強烈。ホシミスジよりやや大きく、前翅先端が鋭い。
日本では主要四島すべてに生息するが、近縁種コミスジより生息域が狭く、またやや高いところを飛ぶ。落葉広葉樹林に多い。夏になると地面に降りて吸水する姿をたびたび見る。

## 生活史
年1回、初夏のみ発生。成虫が産卵し、生まれた個体が越冬し来年の夏に羽化、というサイクル。食樹はイタヤカエデ、越冬態は幼虫。